# Monepidosis spatulata
Monepidosis spatulata är en tvåvingeart som beskrevs av Spungis 2006. Monepidosis spatulata ingår i släktet Monepidosis och familjen gallmyggor.
Artens utbredningsområde är Lettland. Inga underarter finns listade i Catalogue of Life.